# تشال أسياب كول تشنغر (ماهرو)
تشال أسیاب کول تشنغر (بالفارسية: چال آسیاب کول چنگر) هي معلم جغرافي تقع في إيران في قسم ماهرو الریفي.